# Embraer/FMA CBA-123 Vector
Die Embraer/FMA CBA 123 Vector war ein Projekt für ein Turbopropflugzeug der brasilianischen Embraer und der argentinischen Fábrica Militar de Aviones für 19 Passagiere. „CBA“ steht dabei für „Brazil-Argentina Cooperation“. Das Flugzeug war eines der modernsten Turbopropflugzeuge aller Zeiten, technologisch allenfalls mit der Dornier 328 zu vergleichen.

## Geschichte
Ab 1985 hatte es den Anschein, dass durch die Vermittlung der Mercosur die wirtschaftlichen Beziehung der Länder Südamerika wachsen würden. Ein Jahr später war ein Projekt der beiden Staaten Brasilien und Argentinien die Kooperation für ein neues Flugzeug der Firmen Embraer und FMA. Die Kosten und die Entwicklung des Flugzeuges wurde zwischen Embraer und FMA im Verhältnis 2:1 aufgeteilt.

Das Flugzeug wurde als ein hochtechnologischer Turboprop entwickelt, der nach den Regeln der Federal Aviation Regulations zertifiziert werden sollte. Als Antrieb sollten Propeller dienen, die am Heck angebracht werden sollten; dies wäre somit eine höchst ungewöhnliche und seltene Triebwerksanordnung, die für einen guten Passagierkomfort sorgen sollte. Als Tragflächen wurden Flügel mit superkritischem Profil verwendet. Dem Trend der Zeit folgend wurde auch ein Glascockpit und ein voll digitaler Triebwerksregler eingebaut.
Der erste Prototyp flog am 18. Juli 1990. Erstmals öffentlich präsentiert wurde das Flugzeug am 30. Juli desselben Jahres. Mit dabei waren auch die damaligen Staatspräsidenten Fernando Collor de Mello (Brasilien) und Carlos Menem (Argentinien).
Doch das Projekt stand unter keinem guten Stern und hatte mit den gleichen Problemen zu kämpfen wie die ähnliche Dornier 328: Das Flugzeug war durch den hohen Technologiestandard für die damalige Zeit einfach zu modern und deswegen zu teuer – der Preis für ein Flugzeug betrug zu dieser Zeit fünf Millionen US-Dollar –, außerdem war es für lediglich 19 Passagiere schlicht unterdimensioniert.

300 Millionen US-Dollar kostete die Entwicklung der Vector, zwei Prototypen wurden gebaut. Ganz umsonst waren die Investitionen jedoch nicht, denn die neuen Technologien verhalfen Embraer ein paar Jahre später, bei der Entwicklung des auf die Vector folgenden Flugzeugprogramms Embraer ERJ-145-Familie Kosten zu sparen.

## Technische Daten
| Kenngröße                 | Daten                                                  |
| ------------------------- | ------------------------------------------------------ |
| Besatzung                 |                                                        |
| Passagiere                | 19                                                     |
| Länge                     | 18,5 m                                                 |
| Spannweite                | 16,46 m                                                |
| Höhe                      | 5,6 m                                                  |
| Flügelfläche              | 40 m²                                                  |
| Flügelstreckung           | 6,8                                                    |
| Leermasse                 | 4.900 kg                                               |
| max. Startmasse           | 7.711 kg                                               |
| max. Reisegeschwindigkeit | 593 km/h                                               |
| Höchstgeschwindigkeit     | ? km/h                                                 |
| Dienstgipfelhöhe          | 12.192 m                                               |
| Reichweite                | 1.610 km                                               |
| Triebwerke                | zwei Turboproptriebwerke Garrett AiResearch TPF351-20A |